# Orthorexie
Orthorexie (latinsky orthorexia nervosa) je psychická porucha, při které se člověk (ve větší míře, než která je považována za „normální“) upíná na zdravou stravu. Orthorektikem je tedy ten, komu myšlenky na zdravé stravování zabírají většinu času a při porušení svých stravovacích zásad se cítí provinile.

## Definice
Poprvé ji popsal v roce 1997 doktor Steven Bratman z Colorada v knize Health Food Junkies (Fanatici zdravé výživy) jako fixaci na zdravou výživu. Původně pojem koncipoval pozitivně a upozorňoval na to, že bychom neměli pít alkohol, jíst chemicky upravované potraviny, nebo že bychom měli chodit brzo spát, ale časem se jeho příznivci začali radikalizovat, takže i on sám se od nich distancoval, protože jeho doporučení hnali do extrému.
Jiná definice[zdroj⁠?!] ji má za zaujatost zdravou (racionální nebo „prostou“, tj. průmyslově a velkovýrobně nezpracovanou) stravou a vytvoření si striktních zdravých stravovacích návyků do míry, ve které začnou ovlivňovat život daného jedince. S tím souvisí i upuštění od průmyslově upravovaných potravin (zejména těch bohatých na tzv. „éčka“, neboli přídatné látky), nebo takto zpracovaných potravinových výrobků, obsahujících kontroverzní látky, nebo ingredience s problematickým, nebo nevyjasněným přínosem pro lidský organismus. V anglických pramenech[kde?] se pro tuto poruchu používá termín healthy eating disorder (česky přibližně: porucha zdravé výživy).

## Klasifikace
Orthorexie je klasifikována jako porucha příjmu potravy, jiné zdroje o ní hovoří o obsesi, fóbii, nebo dokonce jako o nemoci či „vážné psychologické poruše“.
V případě, že daný jedinec věnuje zdravému stravování většinu svého času, cítí silné výčitky v případě porušení svých zásad, nebo je zdravá výživa nástrojem k překonání jeho osobních problémů, pak jej můžeme označit za orthorektika. K diagnostice této poruchy se používá 10-otázkový Bratmanův dotazník, nebo Bratmanův rozšířený dotazník ORTO-15.

## Příčiny
Definice zdravé potravy je u jedinců postižených touto poruchou čistě subjektivní. Ačkoliv prvotní motivací je touha být zdravý, k rozvoji orthorexie mohou vést také další příčiny, jako je např. vrozená dispozice k perfekcionismu, nutkání mít vše pod kontrolou, únik před vlastním strachem, snaha o štíhlou postavu, využívání jídla k utváření vlastní identity apod. Sklony k orthorexii mohou mít také ortodoxní vyznavači alternativních výživových směrů, jako je veganství, makrobiotika apod., dále striktní zastánci biopotravin a lidé, v jejichž profesi je vyžadován mladistvý vzhled a dokonalý fyzický stav (např. modelky, herci, sportovci ad.).

## Léčba
Orthorexia nervosa až do nedávné minulosti spadala do kategorie „ostatní poruchy příjmu potravy“, ale v současnosti,[kdy?] kdy se objevuje větší množství pacientů, se začíná léčit samostatně. Orthorexia nervosa doposud nepatří do poslední revize sjednoceného psychiatrického manuálu (Diagnostic and Statistical Manual, DSM), resp. její páté revize, plánované na rok 2013. V případě, že by přibyla mezi tyto mentální poruchy, budou pacienti trpící orthorexií (stejně jako pacienti trpící ostatními psychologickými poruchami) léčeni chemickou cestou a budou jim předepisovány psychotropní látky takové intenzity, jež podle uvážení psychiatra bude nejlépe vyhovovat úsilí překonat tuto poruchu, respektive ji alespoň udržovat v přijatelných mezích.[zdroj⁠?!]

## Kontroverze
Orthorexie je předmětem jisté kontroverze, která vychází z potenciálně chybného výkladu této poruchy. Ta se ocitá mezi dvěma extrémy – odhodlání takto postiženého jedince narušit své stravování až k poškození svého zdraví na jedné straně a snahu zahrnout trend racionální výživy mezi psychologické nemoci na straně druhé.
Podle dietologů může být tato porucha nebezpečná, setká-li se pojem „zdravá výživa“ se špatnou interpretací, nebo bude-li se lpění pouze na některých zdrojích výživy přehánět do krajních poloh, kdy bude například vynecháváním jedné látky zanedbávána důležitá skupina živin. U některých případů se projevy orthorexie shodují s projevy anorexie.
Pokud by se orthorexie přehodnotila jako psychická porucha, její léčba by pravděpodobně byla cestou psychotropních farmaceutik. Vznikl by pak paradox v tom, že takto diagnostikovaným pacientům, snažících se pomocí zdravé výživy dostat ze svého organismu přídatné látky a chemikálie v průmyslově zpracovávaných potravinách, by se v rámci jejich léčby vpravovaly do jejich těla látky právě tohoto charakteru.